# Jan Danser Nijman
Jan Danser Nijman (Den Haag, ca 1735-Den Haag, ca 1797) was een handelaar in talk en een vroege verzamelaar van het werk van Cornelis Troost en Johannes Vermeer.
Jan Danser Nijman was de zoon van Pieter Nijman (1695-1765) en Maria Danser (-1784) ofwel Maria Holland. Maria Danser was afkomstig uit Graft en haar broers waren betrokken bij de Groenlandse visserij, een voortzetting van de Noordsche Compagnie. Jan Danser was een van de directeuren.
Zijn moeder zet de handel in talk voort, nadat haar echtgenoot was gestorven. Als weduwe voerde zij in 1767-1769 processen tegen de kinderen bij de Hoge Raad.
In 1759 werd Jan vaandrig; in 1768 kapitein; vanaf 1780 was hij kolonel bij de schutterij in Amsterdam. Rond 1790 zou hij naar Den Haag zijn verhuisd.
In 1777 kocht Jan Danser Nijman het kasteel Swieten van de familie Lampsins. Voor het einde van de eeuw werd het kasteel bij Zoeterwoude afgebroken en is zijn verzameling schilderijen verkocht. Danser Nijman bezat werk van Jan Both, Jacob van Ruisdael, Adriaen van Ostade, Jan Wynants, Meindert Hobbema, Jan van der Heyden, Paulus Potter, Albert Cuyp, en vier schilderijen van Vermeer: De kantwerkster, De astronoom, De geograaf en Staande virginaalspeelster..